# Tránsito (novela de Anna Seghers)
Tránsito es una novela de la escritora alemana Anna Seghers, ambientada en la Marsella de la Francia de Vichy después de que Francia fuera derrotada por la Alemania nazi en la Segunda Guerra Mundial. Escrita en alemán, fue publicada en inglés en 1944 por la editorial Little, y en español como Visado de Tránsito por la editorial Nuevo Mundo (México). La primera edición en alemán fue realizada por Curt Weller Verlag en 1948.
Se la ha descrito como un "thriller político, existencial y literario" sobre la literatura, el aburrimiento y el exilio.

## Trama
En un café de Marsella, en 1941, un refugiado alemán le cuenta a su interlocutor por qué no subió a bordo del barco "Montreal", presuntamente hundido, lo que le habría permitido exiliarse en un país seguro.
La historia se desarrolla en Francia durante la Segunda Guerra Mundial, después de la invasión y ocupación alemana del norte del país. El narrador anónimo de veintisiete años ha escapado de un campo de concentración francés y está viajando desde Ruan. En el camino hacia Marsella, donde espera conseguir un pasaje en un barco para salir del país, se encuentra con un amigo, Paul, quien le pide que le entregue una carta a un escritor llamado Weidel en París. Cuando el protagonista intenta hacerlo, se entera de que Weidel se ha suicidado, En la maleta del muerto encuentra un manuscrito inacabado; en un sobre, una carta de la esposa de Weidel y la noticia de que Weidel habría de recibir una visa y dinero para su viaje en el consulado mexicano en Marsella. Todos los intentos de entregar la maleta en el consulado mexicano en París fracasan, por lo que el narrador se la apropia y la usa para continuar su viaje.
Al llegar a Marsella, el narrador describe el caos de una ciudad llena de gente de toda Europa que está desesperada por escapar de los nazis. El protagonista se ve confrontado con el complejo trámite que se debe seguir para viajar al extranjero: además de una visa para el país de destino, un permiso de salida y un billete para el crucero, también se necesitan los llamados permisos de tránsito, es decir, permisos para cruzar otros países durante el viaje. La clave está en reunir todos los documentos necesarios antes de que caduquen. La mayor parte de su tiempo lo pasa en cafés, donde conoce a gente que también está esperando, mientras que en la ciudad hay cada vez menos comida y alcohol a la venta debido al aumento de la población. Durante su estadía, el narrador habla con otros refugiados, compartiendo historias y experiencias a lo largo del camino. Una mujer misteriosa que ronda los cafés es Marie, la esposa separada de Weidel, desesperada por salir de Francia y sin saber que Weidel ha muerto. El protagonista se enamora de ella y trata de arreglar las cosas para que ella pueda irse con él, sin que se entere de que él ha asumido la identidad de su esposo. Su plan fracasa, ya que no es capaz de convencerla de la muerte de Weidel, y Marie parte en el Montreal.

## Personajes
- El narrador anónimo: un refugiado alemán de 27 años. Apolítico, ni judío ni comunista, y mecánico de profesión. Su apropiación de la maleta de Weidel da lugar a un intercambio de identidades y, en última instancia, al trágico final de la narración.[17]
- Weidel: un influyente escritor alemán y uno de los primeros antinazis. Se suicidó en un hotel de París tras el rechazo de su manuscrito y la carta de despedida de su esposa, Marie. Tenía derecho a tránsito y pasaje pagado en un barco a México.[17]
- Marie: una joven exiliada alemana que sabe cómo despertar el instinto protector en los hombres. Conoció por casualidad al escritor antifascista Weidel en Colonia y lo sigue al exilio, donde se separa de él. Con la ayuda del médico (anónimo), llega a la zona francesa no ocupada y decide, demasiado tarde, regresar con Weidel. Se siente fatalmente atraída por el narrador. Sin embargo, por lealtad y amor a Weidel, no se deja llevar por este sentimiento, sino que espera hasta el final el reencuentro con su marido.[17]
- El médico: Exdirector del hospital de Dortmund, con una sólida ética profesional, tuvo que huir de Alemania debido a su ascendencia judía. Pone en riesgo su propia seguridad por amor a Marie y es demasiado sincero e ingenuo como para comprender al narrador y reconocerlo como un rival.[17]
- Heinz: comunista comprometido y veterano de la guerra civil española. Perdió una pierna en combate y es el único personaje que logra exiliarse. Actúa como ejemplo a seguir para el narrador.[17]
- Georg Binnet: francés, vive con su pareja Claudine y el hijo de esta en un barrio de inmigrantes de Marsella. Trabaja en un molino, es un antinazi comprometido y siempre se solidariza con el narrador, actuando como representante de la clase trabajadora internacional.[17]
- Claudine: migrante de Madagascar, su apariencia "exótica" representa al "otro". Inicialmente, parece ruda y poco atractiva, pero junto con su hijo, le ofrece al narrador una especie de hogar en Marsella.[17]
- El niño: El hijo pequeño de Claudine ejerce una atracción mágica sobre el narrador, despertando en él sentimientos paternales y, a través de su asma, une al narrador, al médico y a Marie. Pierde la confianza en el médico y, por un tiempo, en la narrador cuando se entera de que pretenden irse de Marsella.[17]

## Contexto
Anna Seghers comenzó a escribir Tránsito en 1940 y la publicó en 1944. Su vida entre 1933 y 1947, estuvo marcada por una intensa agitación política y social, particularmente en Europa, cuando el fascismo se extendió por el continente y finalmente culminó en la Segunda Guerra Mundial. El ascenso de Adolf Hitler al poder en Alemania en 1933 desencadenó una serie de expansiones geográficas agresivas y políticas opresivas dirigidas a las comunidades judías, los disidentes políticos y otros grupos marginados. Muchos intelectuales, artistas y escritores, especialmente aquellos asociados con ideales izquierdistas, se vieron obligados a exiliarse. Estas comunidades exiliadas se reubicaron constantemente, a menudo más al oeste, a Francia, Estados Unidos o América Latina, a medida que la influencia nazi y las operaciones militares se extendían por toda la región. La ocupación nazi de Francia, junto con el establecimiento del gobierno de Vichy en 1940, provocó aún más inestabilidad y peligro para los refugiados políticos. La Segunda Guerra Mundial terminó formalmente en 1945, pero el período fue seguido por años de recuperación, y muchos exiliados permanecieron en países extranjeros debido a las persistentes consecuencias políticas en la Europa de la posguerra. En este contexto, Tránsito refleja la lucha de los refugiados y las dinámicas sociales complejas mientras intentan navegar en un mundo consumido por la guerra y la burocracia.
Tras la llegada de Hitler al poder en 1933, Seghers huyó a Francia vía Suiza en busca de seguridad tras ser arrestada temporalmente y etiquetada como «autora indeseable». Su esposo, László Radványi, e hijos -Pierre, nacido en 1926 y Ruth, nacida en 1928- se reunieron con ella en París pocos meses después de su llegada. Seghers permaneció en París durante siete años antes de que el blitzkrieg nazi de 1940 la obligara a huir con sus hijos. Mientras estaba en París, Seghers asumió el liderazgo de la Asociación de Escritores Proletario-Revolucionarios (Bund proletarisch-revolutionärer Schriftsteller: BPRS) en 1928 y ganó el Premio Kleist para escritores emergentes. En 1934, Seghers viajó a Austria para documentar el levantamiento de febrero o guerra civil austriaca. El producto del viaje fue una historia llamada El último viaje de Koloman Wallish (Der letzte Weg des Koloman Wallisch), uno de sus muchos escritos creados en el exilio francés. Durante este período de exilio, la escritura de Anna Seghers comenzó a transformarse desde una perspectiva intensamente política a una introspectiva y nostálgica, centrada en sus propias experiencias como refugiada. Sin embargo, Seghers continuó definiéndose como una voz política antifascista activa, ayudando a organizar y hablando en el I Congreso Internacional de Escritores para la Defensa de la Cultura a fines de junio de 1935. En 1936, trabajó en un proyecto colaborativo titulado Heldenbuch, o el Libro de los Héroes, que fue fundamental para inspirar su novela La Séptima Cruz. El objetivo de Heldenbuch era conmemorar a las víctimas del régimen nazi, una represalia activa contra los esfuerzos del régimen nazi por eliminar a autores seleccionados de la historia, principalmente a través de la quema de libros. Seghers tuvo influencia durante el II Congreso Internacional de Escritores para la Defensa de la Cultura, celebrado en 1937 en España. Ese mismo año, Seghers publicó una novela sobre el desempleo alemán titulada El rescate (Die Rettung) y una obra de radio titulada El juicio de Juana de Arco (Der Prozess der Jeanne d’Arc zu Rouen 1431). Al año siguiente, en 1938, Seghers comenzó a trabajar en La Séptima Cruz y en un libro titulado Mujeres y niños en la emigración (Frauen und Kinder in der Emigration), que señala su reflexión sobre su condición de exiliada, que finalmente culminó en Tránsito. La vida de Seghers se volvió caótica en 1940 con la muerte de su padre y el encarcelamiento de su marido. Después de esconderse durante algún tiempo en París, huyó con sus hijos a Vichy.
Aunque Seghers permaneció en la región menos de un año, este período sigue siendo extremadamente crítico para desarrollar una comprensión integral del Tránsito porque las experiencias de Seghers caracterizan la historia. En la Francia de Vichy, Seghers residía en Palmiers, al sur de Toulouse, y viajaba con frecuencia a Marsella para intentar obtener visas. Principalmente debido al gobierno desorganizado de la época, Seghers tuvo la suerte de evitar el internamiento en cualquiera de los campos de concentración controlados por Vichy, que, en octubre de 1940, comenzaron a seleccionar a personas judías para su internamiento, especialmente teniendo en cuenta que incluso antes de la invasión alemana, los extranjeros indeseables estaban siendo sometidos a una estricta vigilancia. Seghers comenzó a escribir Tránsito entre la escolarización de sus hijos y la obtención de las visas adecuadas. En marzo de 1941 Seghers pudo rescatar a su marido del campo de concentración de Les Milles,  partiendo luego con él y sus hijos de Marsella en el carguero de refugiados Paul Lemerle hacia los Estados Unidos, con paradas en Martinica y República Dominicana. Poco más de un año después de salida de Marsella, el gobierno de Vichy canceló todas las visas de salida para los judíos extranjeros y comenzó las deportaciones a Auschwitz. Seghers viajó a México vía Estados Unidos y Cuba en junio de 1941.
Seghers resaltó en Tránsito, entre otras cosas, las actividades del consulado mexicano en Marsella. El cónsul general Gilberto Bosques expidió visas para México a un total de 40.000 refugiados; que era el requisito más importante para escapar a México en aquel entonces. Seghers también viajó a México con una visa similar.
El personaje del escritor Weidel, en lo que respecta a su estancia y suicidio en París, está inspirado en el novelista Ernst Weiss. Anna Seghers lo confirmó en varias cartas, incluyendo una de 1968 a la erudita literaria rusa Tamara Motylowa: «Nadie piensa en personas vivas al leer el abstracto libro Tránsito, pero sé, y algunos amigos también lo saben, que el misterioso escritor fallecido, que nunca aparece porque está muerto, tiene algo que ver con Ernst Weiss. El simple hecho es cierto: se quitó la vida durante la invasión alemana de París en la Rue de Vaugirard».
En otra ocasión, sin mencionar su nombre, se alude al suicidio de Walter Benjamin: «Mi cabeza vacía, sin querer, se enganchó a una conversación que se desarrollaba en la mesa de al lado. En un hotel de Portbou, al otro lado de la frontera española, un hombre se había pegado un tiro durante la noche porque las autoridades querían deportarlo a Francia a la mañana siguiente». Walter Benjamin, en efecto, se quitó la vida «con una sobredosis de morfina» en un pequeño hotel de Portbou la noche del 26 al 27 de septiembre de 1940.

## Recepción
La novela provocó reacciones encontradas, en particular por su retrato de los refugiados. Aunque algunos críticos reconocieron la tragedia inherente del tema de Seghers, otros encontraron su representación del protagonista menos comprensiva de lo esperado para un refugiado de guerra. Helen Bower, escribiendo para el Detroit Free Press el 14 de mayo de 1944, expresó su desapego y señaló que si bien "la marea de refugiados que inunda Marsella es trágica y conmovedora en sí misma", el estilo de la autora la dejó "prsonalmente fría".
Henry Miller, en su reseña de Town & Country (agosto de 1945), se hizo eco de un sentimiento similar. Sostuvo que "la simpatía que uno siente por los innumerables refugiados sin nombre se desvía de él", sugiriendo que la difícil situación del protagonista era tanto resultado de "su propia estupidez e inercia" como de la guerra misma.
Milton Merlin del Los Angeles Times ofreció una visión más positiva, comparando Tránsito con Fair Stood the Wind for France de H. E. Bates. Describió el trabajo de Seghers como "la historia de millones de personas desarraigadas en una migración frenética" y encontró que la narrativa era efectiva para capturar el desplazamiento caótico de los refugiados durante la guerra. Sin embargo, Miller ofreció una visión más compleja en su reseña de Town & Country, interpretando Tránsito como un reflejo del "desprecio por la dignidad de la vida" que se ve tanto en la guerra como en la paz. Aunque admiraba sus temas, Miller terminó criticando la novela por estar "demasiado bien hecha" y comparó al protagonista con la figura distante de las obras de Arthur Koestler.
Los críticos también compararon Tránsito con otras obras de Seghers, particularmente su novela anterior, La séptima cruz. Harry Hansen, en Red Book (julio de 1944), consideró que Tránsito era "conmovedora", pero sintió que no alcanzaba las mismas alturas literarias que La séptima cruz. William Du Bois del New York Times fue menos favorable, afirmando que los lectores que apreciaron La séptima cruz podrían sentirse "decepcionados" por Tránsito. Describió a los personajes de Seghers como "símbolos, no hombres", atribuyendo un "lunfardo teutónico" a su estilo narrativo que le restaba impacto emocional.
Heinrich Böll elogió la obra: "Si esta novela se ha convertido en la más hermosa de las escritas por Anna Seghers, es sin duda por la situación histórica y política, atrozmente única, que eligió como modelo de referencia. Dudo que nuestra literatura, después de 1933, pueda ofrecer muchas novelas escritas como esta, impecables, con la seguridad de un sonámbulo."

## Adaptaciones cinematográficas
En tránsito es un largometraje franco-alemán de 2018 dirigido por Christian Petzold y protagonizado por Franz Rogowski y Paula Beer. Petzold, quien también escribió el guion, lo ambientó en un Estado fascista. La película se estrenó el 17 de febrero de 2018 en competición en la 68.ª Berlinale.
Otras adaptaciones cinematográficas anteriores son Fluchtweg nach Marseille (Alemania 1977), un documental en dos partes de Ingemo Engström y Gerhard Theuring, y Tránsito (Francia 1991), de René Allio.